# 大和郡山インターチェンジ
大和郡山インターチェンジ（やまとこおりやまインターチェンジ）は奈良県大和郡山市で事業中の京奈和自動車道（大和北道路）のインターチェンジである。名称は仮称である。
京都方面出入口のみのハーフインターチェンジになる予定である。

## 歴史
- 2008年（平成20年）度 : 事業化

## 周辺
- 奈良県立大和中央高等学校

## 接続する道路
- 国道24号（奈良バイパス）（予定）

## 隣
E24 京奈和自動車道（大和北道路）
大和郡山北IC（仮称・事業中） - 大和郡山IC（仮称・事業中） - （4-2）郡山下ツ道JCT